# Варсонофий (Годжеску)
Архиепи́скоп Варсоно́фий (рум. Arhiepiscop Varsanufie, в миру Валенти́н Годже́ску, рум. Valentin Gogescu; 24 января 1968, Бухарест) — епископ Румынской православной церкви, архиепископ Рымникский (Олтенская митрополия)

## Биография
Окончил среднюю школу в Бухаресте. С 1985 по 1990 года обучался в духовной семинарии им. митрополита Нифона в Бухаресте. В 1990—1994 годы обучался в Бухарестском университете на пастырском отделении факультета православного богословия им. Патриарха Юстиниана
В 1990—1998 годах он был профессором религии в школах № 206 и 191 в Бухаресте, где он основал круги и религиозные кабинеты, написал песни для школьных торжеств. В течение года (1997—1998) был методистом религиозных дисциплин в Секторе 6 в Бухаресте. С 1995 года также вёл педагогическую практику по предмету «Религия» для студентов Национального училища им. Елены Кузы.
С 1993 по 1996 год был редактором православного апологетического журнала «Martyria». С 1996 по 1999 год был редактором Агентства православной прессы PRAXIS. С 1994 по 1997 год был редактором детского журнала «Floarea Darurilor» (Цветы в подарок). Также являлся сотрудником церковных изданий «Glasul Bisericii» и «Vestitorul ortodoxiei»
15 апреля 1997 года в Монастыре Слэник в жудеце Арджеш пострижен в монашество с именем Варсонофий. 7 июня 1998 года был рукоположён в сан иеродиакона, а на следующий день — в сан иеромонаха.
В 1997—1998 годах состоял преподавателем-методистом по предмету «Религия» 6-го округа города Бухареста. С 1998 по 2014 год преподавал Новый Завет в духовной семинарии в Бухаресте.
31 августа 1999 года был возведён в сан протосинкелла. В 1999—2001 годы был экзархом Бухарестской архиепископии и духовником духовной семинарии в Бухаресте, где в 2000—2001 годах координировал интеграцию образовательной и духовной жизни в качестве почётного адъюнкт-директора.
С 1999 по 2006 год служил настоятелем в Монастыре Раду-Водэ в Бухаресте, где он занимался реставрацией живописных изображений, иконостаса, башню-колокольную, а также построил свечную часовню, украшенную мозаикой.
4-5 июля 2001 года Священный Синод Римской Православной Церкви избрал его викарием Бухарестской архиепископии с титулом «Праховский». 29 сентября 2001 года был возведён в сан архимандрита. 30 сентября того года хиротонисан во епископа Праховского, викария Бухарестской кафедры.
В 2001—2007 годы координировал Культурный, Социальный, Хозяйственный и Экзарший отделы Бухарестской архиепископии.
В 2002—2004 годах обучался в магистратуре на факультета православного богословия Констанцкого университета.
В 2007 году назначен секретарём Синода Митрополии Мунтении и Добруджи, председателем Литургической комиссии и общим координатором отделов Бухарестской архиепископии.
Озаботился переводом и изданием молитвенника и текста Божественной литургии на цыганском языке. 23 декабря 2008 года в монастыре Раду Водэ отслужил первую литургию на цыганском языке.
С 2010 по 2013 год обучался в докторантуре богословского факультета Крайовского университета.
22 мая 2014 года решением Священного Синода Румынской православной церкви был избран архиепископом Рымникским.
8 июня того же года в кафедральном соборе святителя Николая в Рымнику-Вылче состоялась его интронизация.

## Награды
- Командор ордена «За заслуги перед культурой»[рум.] в категории G «Культы» (2004, Румыния)[6]